# Third act in The Theater of Madness
Third Act in the Theatre of Madness er det fjerde studiealbum fra det danske Melodic Black Metal-band Illnath udgivet i November 2011.

## Numre
1. Third Act"
2. "Scarecrow"
3. "Lead the Way"
4. "Snake of Eden"
5. "Shorthanded"
6. "Spring Will Come"
7. "Tree of Life and Death"
8. "Fall of Giants"
9. "Vampiria"
10. "Kingship Incarnate (CD bonus)"